# Storstupet

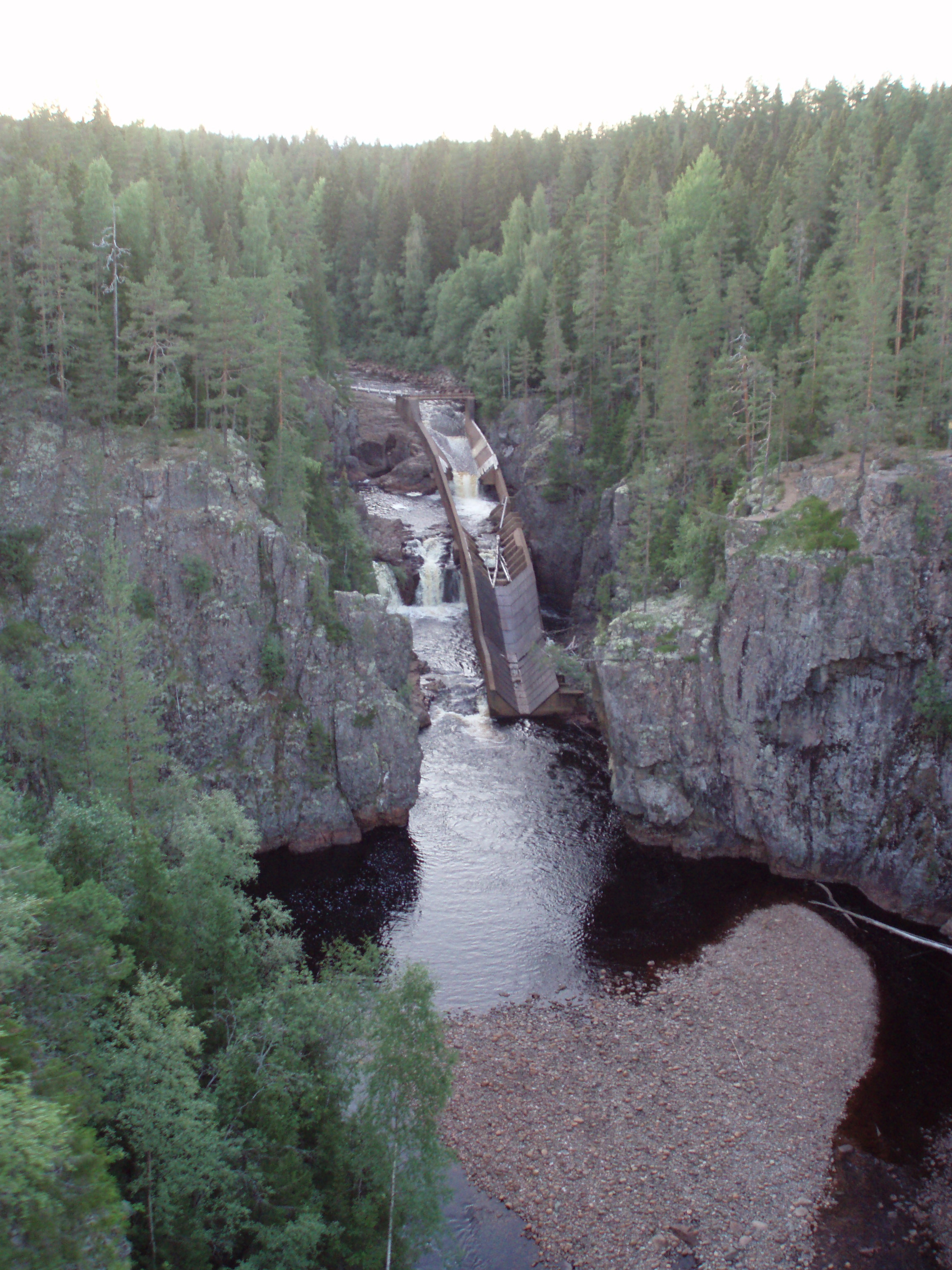
Storstupet sett från Inlandsbanans bro. Till höger i fallet syns resterna av en flottningsränna.

Storstupet är en djup kanjon längs Ämåns lopp i Orsa kommun, Dalarna.
Kanjonens bergsväggar består av röd sandsten, rödbrun porfyr och gråsvart diabas och skiftar i olika nyanser. En järnvägsbro på Inlandsbanan passerar här över Ämån 34 meter över vattenytan. Bron uppfördes 1902 av Axel Björkman. Förbi Storstupet passerar Siljansleden normalt sett över en hängbro, men denna raserades 2015 av snösmältningen/islossningen. På östra sidan av ravinen finns en rastkoja.